# 加藤憲史郎
加藤 憲史郎（かとう けんしろう、2007年〈平成19年〉7月19日 - ）は、日本の俳優。神奈川県出身。劇団ひまわり所属。同じく俳優の加藤清史郎は実兄。他には姉（清史郎と自身との間）もいる。

## 出演

### テレビドラマ
- わが家の歴史（2010年4月9日 - 11日、テレビ東京） - 八女実（幼少期） 役
- 華和家の四姉妹（2011年7月10日 - 9月18日、TBS） - 華和克平 役
- 相棒シリーズ（テレビ朝日)
  - season11 第18話（2013年3月13日） - 隼人（幼少期） 役[3]
  - season19 第16話（2021年2月17日） - 小峰翔太　役
- 金曜ロードSHOW! 特別ドラマ企画「Dr.ナースエイド」（2014年11月7日、日本テレビ）[4]
- スーパー戦隊シリーズ（テレビ朝日）
  - 動物戦隊ジュウオウジャー 第17話（2016年6月5日、テレビ朝日） - 健斗 役
  - 魔進戦隊キラメイジャー 第24話（2020年9月20日、テレビ朝日） - 幸也 役
- ファイブ 第4話（2017年7月23日、フジテレビ） - 真人千和（幼少期） 役
- 大河ドラマ 西郷どん（2018年1月7日・14日・28日、NHK） - 村田新八（幼少期） 役
- アロハ・ソムリエ 第1話（2019年12月26日、フジテレビ） - 実  役
- ステイナイトミステリー 日暮里チャーリーズ（2020年8月16日、ABCテレビ） - 真欠那一央 役
- おカネの切れ目が恋のはじまり（2020年9月15日 - 10月6日、TBS） - 板垣純の弟 役[5]
- その女、ジルバ（2021年1月9日 - 、フジテレビ） - 笛吹龍人 役
- 17才の帝国（2022年5月7日 - 、NHK総合） - 茶川樹介 役
- 刑事7人 SEASON9 第6話・第7話（2023年7月12日・19日、テレビ朝日） - 井手孝也（少年時代） 役
- 仮面ライダーギーツ 第48話（2023年8月20日、テレビ朝日） - 男子高生 役
- 過保護な若旦那様の甘やかし婚 第1話・第3話（2024年5月24日・6月7日、MBS） - 染谷雪斗（中学生時代） 役[6]

### その他のテレビ番組
レギュラー番組
- アッ！とメディア〜 @media 〜[注 1]（2021年8月10日 - 、NHK Eテレ） - ユウタ 役[7][8]

### 映画
- 妖怪大戦争 ガーディアンズ（2021年8月13日、東宝 / KADOKAWA）
- 土竜の唄 FINAL（2021年11月19日、東宝） - 轟烈雄（幼少期）役
- カムイのうた（2024年1月26日、トリプルアップ） - 正治 役[9]

### 配信ドラマ
- 獣電戦隊キョウリュウジャー ブレイブ33.5（2018年2月22日、ブレイブ フロンティア2公式サイト・YouTube）
- 恋の切れ目がおカネのはじまり? 第2話（2020年9月22日、Paravi） - 小学生時代の板垣純 役

### 舞台
- ミス・サイゴン（2012年） - タム 役
- スクルージ〜クリスマス・キャロル〜（2013年12月、2015年12月、2019年12月8日 - 25日）[10]
- ピーター・パン（2014年7月） - マイケル 役[注 2][11]
- エリザベート  （2016年） - 少年ルドルフ 役
- プリシラ（2016年） - ベンジー 役
- メリー・ポピンズ（2018年3月25日 - 5月7日、東急シアターオーブ / プレビュー公演：3月18日 - 3月24日、東急シアターオーブ / 5月19日 - 6月5日、梅田芸術劇場） - マイケル・バンクス 役
- モーツァルト!（2018年5月26日 - 6月28日、帝国劇場 / 7月5日 - 7月15日、梅田芸術劇場 / 8月1日 - 18日、御園座） - アマデ 役
- るろうに剣心（2018年10月11日 - 11月7日、東京公演 : 新橋演舞場 / 11月15日 - 24日、大阪公演 : 大阪松竹座） - 明神弥彦 役
- ラブ・ネバー・ダイ（2019年1月 - 2月、、日生劇場） - グスタフ 役
- 帝国劇場エリザベート2019（2019年6月7日 - 8月26日、帝国劇場） - 少年ルドルフ 役
- 劇団「ハイキュー!!」旗揚げ公演（2023年8月19日 - 27日、品川プリンスホテル ステラボール） - 主演・日向翔陽 役[12]
  - 劇団「ハイキュー!!」“出逢い”（2025年5月17日 - 25日、品川プリンスホテル ステラボール / 5月30日 - 6月1日、COOL JAPAN PARK OSAKA WWホール）[13]

### 吹き替え
- メリー・ポピンズ リターンズ（2019年、ウォルト・ディズニー・ジャパン） - ジョン・バンクス〈ナサナエル・サレー〉 役[14]

### CM
- トヨタ自動車 2代目こども店長[15][2]
- 東京海上日動(2015年）
- 「映画クレヨンしんちゃん オラの引越し物語 サボテン大襲撃　Blu-ray＆DVD」(2015年）
- 東急リバブル 売買仲介事業ブランドCM「将来設計篇」（2018年）
- ミツカン味ぽん「親子クッキング篇：さっぱり鶏チャーシュー」（2018年 - ）
- やる気スイッチグループ スクールIE®︎（2022年 - ）[16]

### ミュージック・ビデオ
- RADWIMPS「TWILIGHT」（2021年7月23日）
- Official髭男dism「Same Blue」(2024年10月2日)

### CD
- おいら歌舞伎のぬらりんひょん（日本コロムビア、2014年4月23日発売）[17][18][注 3]